# Sacrosanct
Sacrosanct ist eine deutsch-niederländische Thrash-Metal-Band, die 1988 von zwei ehemaligen Mitgliedern von Pestilence gegründet und Mitte der 90er Jahre nach drei Alben aufgelöst worden war. 2016 fand die Neugründung statt samt stilistischer Neuausrichtung gen Progressive Metal.

## Bandgeschichte

### Gründungsphase bisTruth Is - What Is
Sacrosanct wurden 1988 von Gitarrist Randy Meinhard und Schlagzeuger Marco Foddis gegründet, die sich bei Pestilence kennengelernt hatten. Kurz danach wurde die Band durch Sänger Michael „Mike“ Lucarelli, Milan Nyitrai (Bass) und Michael Cerrone (Gitarre) komplettiert. Foddis stieg jedoch schon bald wieder aus und wurde durch Ronny Scholten ersetzt.
1990 veröffentlichten sie mit dem für Nyitrai dazugekommenen Remco Nijkamp ihr Debütalbum Truth Is - What Is, das von Charly Rinne und Stefan Josefus im Franz „K“ Tonstudio in Witten produziert worden war. Das Album zeichnet sich durch technisch anspruchsvollen Thrash-Metal aus. Die beiden Gitarren legen einen straighten und zugleich sphärischen und melodiösen Klangteppich, der durchbrochen wird vom harten, präzisen Schlagzeugspiel und der anklagenden, teils wütenden und rauen Stimme Michael Lucarellis. Als Einflüsse betonte Randy Meinhard insbesondere Gitarren-Duos von Bands wie Queensrÿche, Exodus oder Iron Maiden; als initialen Einfluss nannte er Ace Frehley von Kiss.
„Die Platte enthält etwa so viele Riffs wie alle Slayer-Scheiben zusammen“, bilanzierte der spätere Herausgeber Holger Stratmann im Magazin Rock Hard, und vergab siebeneinhalb von zehn möglichen Punkten. Doch obwohl das Album derartigen Anklang fand, konnte es keine größere Öffentlichkeit erreichen, da die Plattenfirma No Remorse Records unter finanziellen Schwierigkeiten litt und schließlich in Konkurs ging, trotz namhafter Acts im Repertoire wie Blind Guardian, Heavens Gate oder Grinder.

### Reccesses for the Depraved
Die Band unterzeichnete einen neuen Plattenvertrag bei 1MF Recordz und nahm eine Reihe von Umbesetzungen vor. Mit Gerrit Knol (Gitarre), Christian Colli (Bass) und Haico van Atticum (Schlagzeug) entstand 1991 im Dust Music Studio in Hilchenbach das zweite Album Recesses for the Depraved. Wie das Debüt erhielt es siebeneinhalb von zehn möglichen Punkten im Rock Hard. Frank Trojan schwärmte von der „kraftvollen, brutalen Produktion“.
Es war weniger melodiös und sphärisch als das Debüt, deutete aber mit der Einleitung zum letzten Stück The silence of being bereits den Übergang zum späteren progressiveren, aber auch düstereren Stil an. Der stilistische Wechsel zeigt sich auch auf dem Lied Mental reincarnation, das noch mit Mike Lucarelli aufgenommen worden war, aber erst auf der 2018 erschienen, remasterten Wiederveröffentlichung von Recesses for the depraved erschien. Elemente dieses Songs finden sich im Lied Shining through auf dem Folgealbum Tragic Intense.
„Wir entwickelten uns als Band, hatten neue Mitglieder, und es war mein Wunsch, das Album düsterer aber immer noch thrashig klingen zu lassen“, bilanzierte Randy Meinhard später. Kommerziell gab es keine Fortschritte, obwohl das neue Label mit Anzeigen in großen Heavy-Metal-Zeitschriften auf das Album aufmerksam machte und man für das Cover die Rechte an HR Gigers Werk Das Spiegelbild gewinnen konnte. Anlässlich Gigers Todes 23 Jahre später, bemerkte das Magazin Rolling Stone, das Bild „transportiere akkurat das wilde Wesen der Musik“.

### Tragic Intense
Nach Recesses for the Depraved kam es erneut zu Umbesetzungen, als Konstante der Band kristallisierte sich endgültig Randy Meinhard heraus, der zudem für alle Songs verantwortlich zeichnete. Gerrit Knol  verließ die Band ebenso wie Michael Lucarelli, der sich Ronny Scholten anschloss  bei Genetic Wisdom. Für die beiden kamen die Brüder Michael (Gitarre) und Collin Kock. Randy Meinhard sagte später dazu: „Es war gewiss schwer für mich, denn Michael was ein sehr guter Freund. Andererseits zeichnete sich ab, dass seine Stimme perfekt war für die Lieder der beiden ersten Alben, aber wohl nicht mehr für die neuen Lieder, die wir zu jener Zeit komponierten.“
Da Collin Kock im Gegensatz zu Lucarelli auch Klargesang beherrschte, fiel das Album Tragic Intense noch melodiöser und sphärischer aus als das Debüt. Stakkato-Passagen findet man dagegen kaum noch darauf. In der Zeitschrift Iron Pages (4/93) bemerkte Randy Meinhard, die düstere Grundstimmung des Albums sei „was wir bezwecken wollten. (…) Es soll einfach düster sein“. Als „Mischung aus Thrash-, Doom- und Power-Metal“ beschrieb Markus Wosgien in derselben Ausgabe von Iron Pages Tragic intense, und bezeichnete es als „Meilenstein in dieser Kategorie“. In Rock Hard vergab Frank Albrecht neun von zehn Punkten und schrieb: „Tragic Intense ist extrem doomlastig ausgefallen, ohne ein reines Doom-Album zu sein. Die Scheibe lebt von ihrer trägen und apokalyptischen Atmosphäre, von den zentnerschweren Riffs, den melancholischen Melodien. Und natürlich von den stimmungsvollen Vocals des neuen Frontmanns Collin, der ein sehr eigenwilliges Organ mitbringt.“
Der Opener At Least Pain Lasts, ein gesungener Abschiedsbrief eines Selbstmörders, sollte allzu prophetisch sein. Dem Album folgten zunächst keine weiteren Veröffentlichungen mehr. Einige Zeit später löste die Gruppe sich auf.

### Wiedervereinigung ab 2016 undNecropolis
2016 begannen Randy Meinhard, Collin Kock und Michael Kock an den Remasters alter Songs zu arbeiten mit dem Vorhaben, diese im Laufe des Jahres 2017 sowie 2018 zu veröffentlichen. Am 13. Mai 2017 kündigte Randy Meinhard auf Facebook zudem ein komplettes, neues Album mit dem Titel Necropolis an. Beide sollen bei der Plattenfirma Vic Records erscheinen, die unter anderem Alben von Sinister, Infernäl Mäjesty und Assorted Heap veröffentlichten. Ein Vierteljahr später verkündete die Band einen Vertrag mit den Morton Studios über die Aufnahme eines Albums. Neu in der Gruppe waren der ehemalige Sphere-of-Souls-Bassist Kees Harrison, Sänger Richard F. Hesselink, Gitarrist Christian Göwert sowie Schlagzeuger Jonas Schütz. Sie wirkten mit an neuen Liedern wie The New Age of Fear, My Last White Light und Only One God, die zwischen August 2016 und Dezember 2017 aufgenommen wurden.
Necropolis erschien am 30. November 2018. In der Dezemberausgabe des Magazins Rock Hard vergab Ronny Bittner 7,5 von 10 Punkten, und kommentierte: "Der melodische Ansatz und der Prog-Einschlag sind geblieben, allerdings geht man musikalisch nicht mehr ganz so langsam und trist wie auf „Tragic Intense“ vor. Die meisten Tracks bewegen sich im Midtempo und bekommen durch den Gesang von Neusänger Richard F. Hesselink eine gewisse Portion Melodramatik spendiert, die die Band glücklicherweise nicht mit übermäßigen Keyboard-Einsätzen untermauert. Mit 6,5 von 10 Punkten bewertete Timo Pässler Necropolis für das Stalker Magazine und schrieb: "Die Songs, die sich allesamt im klassischen Heavy Metal bewegen, strahlen eine gewisse Reife aus. Der Fokus der Band liegt dabei auf den Riffs, die die Songs tragen. Dazu gesellen sich die angenehm rauen, aber trotzdem melodischen Vocals von Richard F. Hesselink." Mehrere Rezensenten verglichen die Stimme Richard F. Hesselinks Stimme mit der von James Hetfield.
Im Mai 2020 gaben Sacrosanct die Trennung von Hesselink und Harrison bekannt sowie die neuen Mitglieder Mario Berendijk (Bass) und Ron Brouwer (Gesang), nachdem bereits zuvor der ehemalige Bassist Gerrit Knol nun als zweiter Leadgitarrist zurückgekehrt war für Christian Göwert. Doch auch dieses Line-up hielt nur bis Ende 2021. Bald darauf präsentierten Sacrosanct als neuen Sänger den ukrainischen Produzenten und Multiinstrumentalisten Max Morton sowie Ignazio Nicastro als neuen Bassisten. In der neuen Besetzung veröffentlichte das Quintett im Juni 2022 den neuen Song Avenging Angel, der ausschließlich digital veröffentlicht wurde auf Spotify, Apple Music sowie YouTube. Ende 2024 kündigte die Band das Erscheinen ihres fünften Albums Kidron an für den 7. März 2025. Auf den Studio-Aufnahmen singt Max Morton und Ignazio Nicastro spielt Bass. Bei den ersten Live-Shows stand nach 32 Jahren wieder Collin Kock am Mikrofon, der bereits auf dem Album Tragic Intense gesungen hatte. Den Bass bedient bei Konzerten Tobias Jung.

## Diskografie

### Demo
- 1989: The Die Is Cast

### Alben
- 1990: Truth Is - What Is
- 1991: Recesses for the Depraved
- 1993: Tragic Intense
- 2018: Necropolis
- 2024: Kidron